# Spustoszenie Basry (923)
Spustoszenie Basry (923) – najazd wojsk karmatów na Al-Basrę, skutkujący masakrą mieszkańców miasta i splądrowaniem go. Był to początek kampanii Abu Tahira Sulajmana al-Dżannabiego przeciw kalifatowi Abbasydów. 

## Przyczyny
Na początku X wieku n.e. tereny Bahrajnu i Kataru znalazły się pod władaniem szyickiej sekty karmatów. Odrzucała władzę sunnickich kalifów z Bagdadu, sprzeciwiając się zbrojnie próbom narzucenia sobie zwierzchności.
W czasach bezpośrednio poprzedzających najazd, karmatami zarządzała rada starszych, utrzymująca pokojowe stosunki z Abbasydami. Rada pełniła rolę regencyjną do czasu dorośnięcia Abu Tahira al-Dżannabiego, który narzucił bardziej ekspansjonistyczną politykę.

## Przebieg i skutki
Wojska al-Dżannabiego błyskawicznie dotarły z Bahrajnu do Basry, którą zdobyły bez większego oporu. Przez kolejne dni karmaci dokonywali masakr ludności miasta i grabieży majątku. 
Najazd zwiększył autorytet al-Dżannabiego i zachęcił do dalszych wypraw. W 924 karmaci splądrowali pielgrzymów wracających z Mekki, zaś w latach 927–929 dokonali inwazji na Irak.